# Nuevo Teatro Circo
El Nuevo Teatro Circo es un teatro de la ciudad española de Cartagena (Región de Murcia), construido en su casco antiguo en 1970.

## Historia

### El antiguo teatro Circo

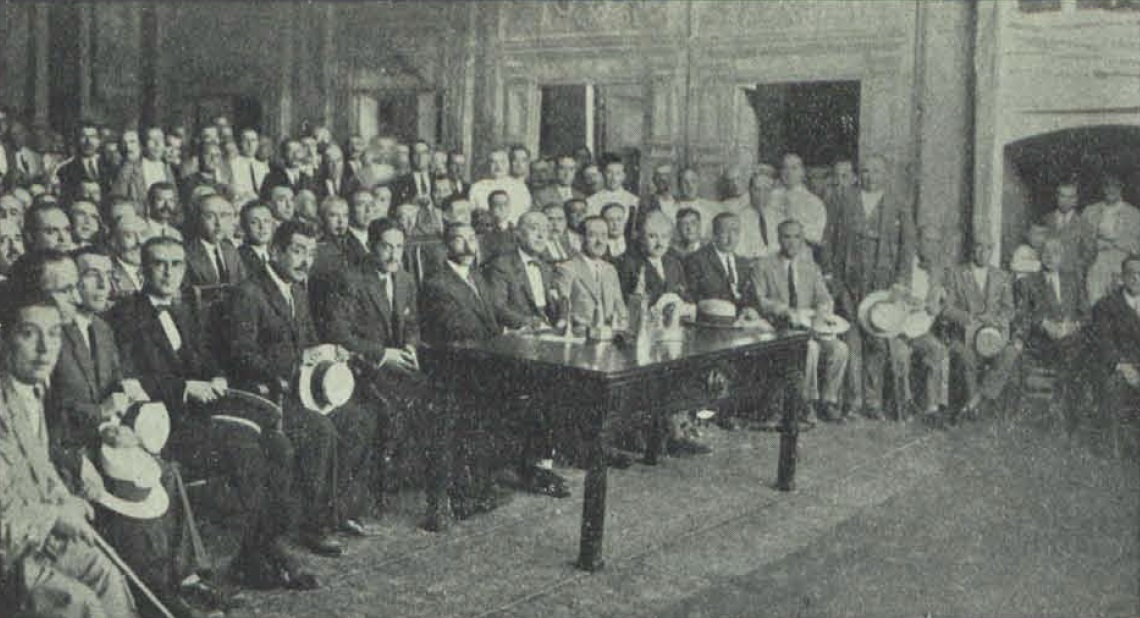
Mitin de la Unión Patriótica en el teatro, 1928.

El primer teatro Circo de Cartagena, levantado por el arquitecto murciano Carlos Mancha sobre el solar dejado por la demolición de una plaza de toros, fue inaugurado el 31 de mayo del año 1879. Abrió con la representación de las zarzuelas El diablo en el poder de Emilio Arrieta y Francisco Camprodón, interpretada por la compañía de Juan de Cubas, y Un verano en Cartagena de Miguel Nieto y Enrique Soto, compuesta ex profeso para la ocasión.
El teatro, propiedad del tesorero de la Armada Casiano Ros, mantuvo su estructura circense de madera y cubierta de lona hasta la reforma del vallisoletano Tomás Rico Valarino en 1889, en la que el hierro pasó a ser el material predominante; pese a ello se conservó el nombre original del edificio. En 1935 se acometió una nueva intervención que incorporó adelantos técnicos como bombillas incandescentes en el techo para simular un cielo estrellado.
Además de funciones teatrales, el edificio acogió espectáculos de circo y danza, certámenes de poesía, mítines políticos y, desde 1916, proyecciones de cine. Durante este primer periodo acudieron al recinto personalidades dispares, tanto sobre el escenario como entre el público: el escritor Miguel de Unamuno presidió los Juegos Florales celebrados en agosto de 1902 en el teatro, y en marzo de 1911 el rey Alfonso XIII asistió a una representación de El alcalde de Zalamea.
Por último, un hecho anecdótico ocurrido en el teatro acabó dando forma a una famosa expresión. El 5 de febrero de 1927, el tenor Mario Cruz entonaba una romanza de la ópera Marina cuando, al querer dar el do de pecho, sufrió un 'gallo'. Antes de que los espectadores pudieran reaccionar, el tenor gritó a pleno pulmón "¡Viva Cartagena!", levantando una atronadora ovación. La frase, que había sido hasta el momento utilizada por los republicanos federales en reconocimiento al Cantón de Cartagena, adquirió un sentido diferente, el de definir a quien busca el recurso fácil para resolver una situación adversa.

### El nuevo inmueble
El viejo local cerró sus puertas el 10 de febrero de 1968 con el libreto Adiós Teatro Circo y la representación de la zarzuela La Parranda de Francisco Alonso, interpretada entre otros por el barítono Marcos Redondo. El teatro fue demolido, vuelto a construir con el nombre de Nuevo Teatro Circo e inaugurado el 3 de octubre de 1970 con el ballet español de Pilar López Júlvez.
El teatro acogió en solitario el Festival de Jazz de Cartagena entre 1980 y 2012, fecha a partir de la cual comenzó a compartir los conciertos con el recién concluido auditorio y palacio de congresos El Batel. De la misma manera se reparte a día de hoy el alojamiento de las proyecciones que se realizan durante el Festival Internacional de Cine.

## Arquitectura
La entrada al Teatro Circo se encuentra en la calle Tolosa Latour, frente a la modernista Casa del Niño, si bien en el primer edificio se accedía por la calle Jabonerías. El teatro carece de una fachada propia que lo diferencie del bloque de pisos al que está anexo.